# 勒普頓 (阿拉巴馬州)
勒普頓（英語：Lupton）是位於美國阿拉巴馬州沃克縣的一個非建制地區。該地的面積和人口皆未知。

## 地理
勒普頓的座標為33°56′10″N 87°23′50″W / 33.93611°N 87.39722°W，而該地的平均海拔高度為167米（即548英尺）。